# 郭泰麟
郭泰麟（1959年—），台灣政治人物，前高雄縣副縣長，出生於台南市北區崇安街，為國立台灣大學公共衛生學士及美國加州大學洛杉磯分校環境衛生科學博士（副主修化學工程）。

## 政治生涯
2014年3月5日，宣布參與2014年民主進步黨主席選舉，提議修改民主進步黨黨章，明訂民進黨主席任內不得參選公職、增設民進黨副主席。
4月14日，完成參選登記。郭泰麟主張，依照利益迴避原則，黨章應明文禁止黨主席任內參選公職，廢除總統兼任黨主席規定，以根除派系紛爭與憲政亂源。強調此刻的民進黨需要新領導新思維，邁向全面執政之路。
*[郭泰麟主要政見]
- 黨主席任內不得參選公職
- 暨增設黨副主席納入黨章
- 十萬菁英入黨、恢復黨員投票
- 推動二次政改、實踐內閣體制
- 健全鄉鎮黨務、培訓黨政人才
- 啟發全球思維、支援在地行動
- 落實育兒津貼、強化長照制度
- 捍衛台灣主體、邁向全面執政

2018年12月13日，宣布參與2019年民主進步黨主席補選，但隔日自行退選，撤銷候選人登記。
『即刻救援、我擔當』
九合一地方選舉民進黨慘敗，形同海嘯來襲，黨內士氣低迷。惟勝敗乃兵家常事，民進黨沒有悲觀的權利，自當大破大立、深切檢討領導統御、施政目標或手段，到底是那個環節出了問題!?
2016年台灣人民勾勒著幸福生活的願景、滿懷期待地授與民進黨全面執政的權力，短短兩年多、人民卻用選票狠狠地教訓執政黨。證明台灣人民「先顧腹肚、才能顧佛祖」是鐵律，民進黨是否背負了太多神主牌、而難以負荷?能否選擇更明智的方法來貫徹改革的理想?當本黨擁有絕對權力時，能否遵循監督與制衡的機制，傾聽民意?是否會像咕嚕穿戴了托爾金筆下的至尊魔戒，身心被扭曲，而淪為魔戒的奴隸?
二次執政以來、未能落實黨政分工、國會自主，欲厲行「改革」，卻遍地點火、黨意悖離主流民意，與弱勢及勞工漸行漸遠，致使本黨原本擅長以鄉村包圍城市的策略，今陷入被在野黨以地方包圍中央的囧途。試問地表上又有那幾個民主國家的元首每個星期在黨部召集中常會?能否將國家整體的利益擺在政黨派系的利益之上?若脫離不了俄羅斯魔戒，便宜行事以總統之尊兼任黨主席，終是政爭的亂源，難以貫徹「二次民主改革」。
郭泰麟認為，黨主席應當專職協助各公職候選人建立強有力的後勤中衛體系，扮演好教練與選手的分工，深入基層並肩負起新世代黨務菁英的培訓責任，以全面提升本黨的競爭力。公職人員提名應恢復黨員票一定的比例，增強黨員的向心力與歸屬感。完善服務網絡，多一份關懷，協助黨員的專業成長，能接地氣並結合公民團體作好政策的溝通、吸引專業人士與年輕的公民社群參與，逐步增加新世代黨員人數比例，皆有利於本黨的決策貼近民意、施政讓人民有感。
政黨平台是邁向執政的選舉機器、是戰鬥的有機體，政黨領導人必須具備決勝的戰鬥意志、獨立於派系私利之外，捍衛核心價值、強化政策論述，建立戰略目標，擴大各領域社會參與縱深，以爭取選民的認同。同時須關注科技趨勢、擬定產業發展對策、改善勞動條件，排除經濟發展的絆腳石，才能苦民所苦，讓想努力工作的企業與勞工不受到惡法的綑綁。
振興經濟、深化民主、突破兩岸僵局是本黨執政之鑰。當物美價廉不再是讚美之詞，而是隱喻本地薪資結構劣質化，留不住人才、民進黨勢必扭轉此一惡性循環，才能創造招商引資的優質環境。須知海外台商同是台灣國力的延伸，積極保障台商投資、人身安全、協助經營困境等切身問題符合我國家利益。正當中美貿易戰打得火熱，兩岸關係陷入已讀不回，積極參與區域全面經濟夥伴協定RCEP(東協10+6+1)，與日本安倍內閣主導的「跨太平洋夥伴全面進步協定」(CPTPP 11)兩大協定更顯重要，民進黨須跳脫意識形態的窠臼，排除萬難作為產業的後盾、突破關稅壁壘，不能置身事外。
婆娑之洋、美麗之島，是台澎金馬人民安身立命之地、主權不容侵犯。有道是「天下之中央，燕之北、越之南」，地理上的中原是相對的概念。明清以來，台灣與中國大陸的貿易往來頻繁，兩岸同文同種情同兄弟，應以務實原則，發展對等、和平、穩定的兩岸關係、增進互信，相互提攜，實踐民有、民治、民享的民主共和之幸福國度，為人民謀求最大福祉。本黨能否揮別悲情、東山再起，再次贏回人民的信任?端賴新任黨魁是否具備有足夠的膽識、以宏觀的格局團結全黨，選擇改變，才能浴火重生，守護台灣的民主價值。
願 天佑台灣!
--郭泰麟參選民進黨黨主席宣言 12/13/2018  取自郭泰麟個人facebook

## 產業策略
策略經營／推動生產力4.0 建三高試煉場 2015年6月15日 
行政院日前宣示用生產力Pro 4.0取代工業4.0，2024年製造業人均產值達1,000萬元，擴及服務業和農業，帶動千億元投資，迎戰紅色供應鏈。 
德國2012年提出「工業4.0」作為2020科技戰略，整合資通訊軟、硬體、結合物聯網、大數據分析並建置網宇實體化系統（Cyber-Physical System，CPS），打造智慧工廠；美國則是啟動先進製造夥伴計畫(Advanced Manufacturing Partnership, AMP)，設置場域實作中心，推動再工業化。其中智能自動化系統集成適可發揮台灣資通訊、彈性生產與供應鏈完整的強項。 
我國是亞洲生產力運動的先驅，1961年創立亞洲生產力組織（APO），派任張源彰等專家輔導韓國、南亞會員國建立品管制度，而國產智能自動化系統也不乏輸出歐美品牌大廠的成功案例，是故推動生產力4.0大可不必複製國外的模式。 
台灣工業化從1937年工農業產值比達5：5，60年代的進口替代至70年代的出口導向經生產製式化、電腦化；進化到生產製造系統電子化。未來十年，台灣經濟要跨越少子化的障礙，製造業須快速回應市場變動則有賴智能自動化以機海戰勝人海，讓供應鏈分工最佳化提高設備稼動率。 
Pro 4.0終極目標在於提高勞工的價值與主控權，讓作業員升級為第一線的系統管理者提高產值。國內不乏相關師資， 也不缺大數據資料分析的工具，但智能自動化系統集成人才養成卻只能在實戰中精進。人才須從機構設計先打好技術底蘊再向上整合4.0資通訊與網際網路通訊協定第6版（IPV6）場域的物聯網（IOT）輔助技術，才能提升自動化應用效能。 
正當美國先進製造業夥伴關係（AMP）計畫因面臨系統工程師人才斷層、基礎工件加工廠短缺的困境，全球工廠運營代管夥伴模式將持續成長。而台灣設備商向來對客戶具有高度的忠誠度， 零組件供應鏈完整、智能自動化系統集成運用技術早與日德美並駕齊驅，能快速滿足網實整合客製化設備需求，可望成為全球品牌商先進製造的主要夥伴，吸引高值化的製造業回流。
由於近年來世界工廠的商業模式有所變革，從早期的委外設計代工生產漸轉型成生產工廠代管，亦即國際品牌通路商運用智能自動化嚴格保護其設計製程技術與營業祕密，直接投資設備，就地租用廠房，貼進市場供貨。品牌商控制原物料、零組件採購，完成線上品管、檢測、組裝，包裝，並委由當地技術服務業者或夥伴代管工廠，營運總部得及時以遠端監控並分析線上所有信息。 
舉例而言，車用電磁閥產業是高毛利、高成長的項目，C咖品牌產品不良率約5%，透過智能自動化可將製造部門人均產值增加四倍、不良率降至10ppm （約5,000之一） ，提高產品信賴度後， C咖供應商立馬升格變A咖分食市場 。 
行政院既選定工具機、金屬加工、3C、食品、物流、農業、批發零售七大應用領域為擴散點，宜先以高毛利、高產值、高市占率的項目建立試煉場域，但導入生產力4.0的成敗關鍵仍在客戶的價值導向，即新創產品開發速度與既有產品須有可量化的效益指標；系統廠則專注解決產能、效率、人性化、良率的問題。 
目前台灣自動化系統集成廠商與設備使用廠商仍有待加強智財權信賴保護倫理，業界與使用廠商應多創新、少侵權、多培訓、少挖角，才能孵育出世界級PRO 4.0的系統大廠。  
出處：中華民國南台灣汽機車研發暨策略聯盟官網/2015-06-16 04:07:22 經濟日報

## 外部連結
- 郭泰麟的Facebook頁面

## 外部影片
- 2014民進黨主席選舉電視政見會 郭泰麟vs 蔡英文 （页面存档备份，存于）[15]
- 郭泰麟三帖良方翻轉民進黨！(一)非核≠廢核(二)突破兩岸僵局(三)重建民進黨品牌價值 （页面存档备份，存于）[16]